# 기타이리에 신호장
기타이리에 신호장(일본어: 北入江信号場)은 일본 홋카이도 이부리 지청 아부타 군 도야코정에 있는 신호장이다.

## 구조
소위 일선 통과형(ja)의 신호장으로, 북쪽의 선로가 본선이다. 남쪽선은 부본선으로, 교행이나 대피 외에는 상하행에 관계 없이 열차는 본선으로 통과한다.

## 역세권 정보
- 국도 제37호선
- 아부타 휴게소(道の駅あぷた)

## 역사
- 1945년 8월 1일 : 신호장으로서 영업 개시. 다만 여객도 취급하였다.
- 1948년 7월 1일 : 신호장에서 철도관리국 자체 설정[1]의 임시승강장으로 격하.
- 1964년 8월 30일 : 우스 방면으로 0.6km 이설함과 동시에 신호장으로서 재개설.
- 1986년 11월 1일(추정) : 폐지.
- 1994년 3월 16일[2] : 세 번째로 설치.

## 인접역
| 홋카이도 여객철도 ■ 무로란 본선 | 홋카이도 여객철도 ■ 무로란 본선 | 홋카이도 여객철도 ■ 무로란 본선 |
| ------------------------------- | ------------------------------- | ------------------------------- |
| 도야 오샤만베 방면              |                                 | 우스 히가시무로란 방면          |